# 小道真相

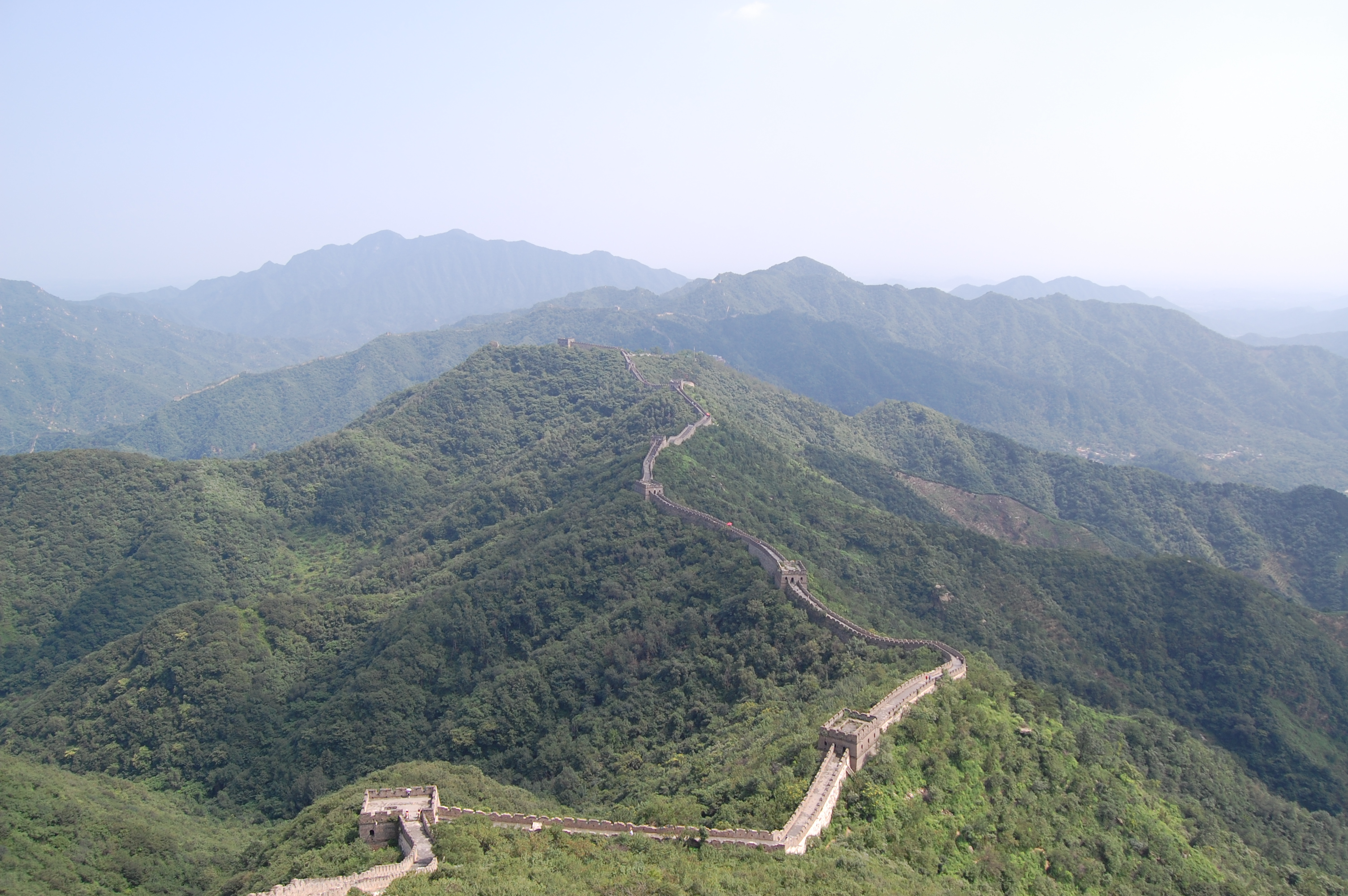
讹传太空中用肉眼就可以看到长城。

小道真相（factoid）是指那些捏造或假設為事實的陳述，或是屬實但簡短冷知識类的新聞資訊。
這個詞是由美國作家諾曼·梅勒於1973年創造的，意指一則即使並非真實但卻被視為事實的資訊，或是一則因為出現在報紙上而被認為是真實的虛構事實。自1973年發明此詞以來，它已被用來形容簡短或瑣碎的新聞或資訊。

## 用法
美國作家諾曼·梅勒於1973年在他的玛丽莲·梦露傳記中創造了這個新词。梅勒將factoids描述為“在雜誌或報紙上出現之前根本不存在的真相”，並將真相（fact）一詞與結尾-oid結合而成此詞，意指“類似但不相同”。华盛顿时报形容梅勒的新詞是指“看似事實、可能是事實，但實際上不是事實的東西”。
因此，小道真相可能產生或源自常见误解和都市傳說。在梅勒創造這個名詞的數十年後，它開始有了多種意義，其中有些意義彼此迥異。1993年，威廉·萨菲尔确定出幾種截然不同的含义：
- 指责性含义：声称是事实的错误信息；或虚假的统计数据。[7]
- 中立性含义：看似真实但不一定事实。[7]
- CNN版本：鲜为人知的信息；琐碎但有趣的数据。[7]

19世纪80~90年代，CNN头条新闻電視頻道經常在新聞播報中以“factoid”為標題，將此類事實納入其中。BBC廣播二台節目主持人史提芬·懷萊德在他的節目中廣泛使用小道真相。

## factoid与factlet相比
由於factoid的涵義令人混淆，有些英文風格和用法指南不鼓勵使用此詞。 威廉·萨菲尔在他的On Language專欄中主張用factlet代替factoid來表達一個簡短有趣的事實以及 “一點點的奧秘”的意思，但沒有解釋採用這個新詞如何能緩解factoid現有的相互矛盾常用義的持續混亂。
萨菲尔建議用factlet來指代一個少量琐碎但仍然真實準確的資訊。 衛報一篇報導指出萨菲尔factlet這個詞的创作者，儘管萨菲尔在1993年的專欄中指出factlet在當時已有使用。大西洋雜誌同意萨菲尔的說法，並建議用factlet來表示“可能不重要但有趣的小事實”，因為factoid仍含有虛假事實的含義。factlet一詞曾在琼斯母亲、聖荷西信使報和雷诺公报等刊物中使用。